# Masguid Amo
Masguid Amo ist ein 1209 m hoher Berg in Dschibuti. Er liegt in der Region Dikhil im Nordwesten des Landes.

## Geographie
Der Berg ist Teil der parallelen Höhenzüge, die von der Afar-Senke her nach Nordwesten laufen und ist ein Nebengipfel des Data San. Im Osten verläuft parallel dazu die Ebene von Yoboki. Südwestlich davon liegt als weiterer Gipfel der ‘Asa ‘Ale (ca. 1126 m, ⊙).

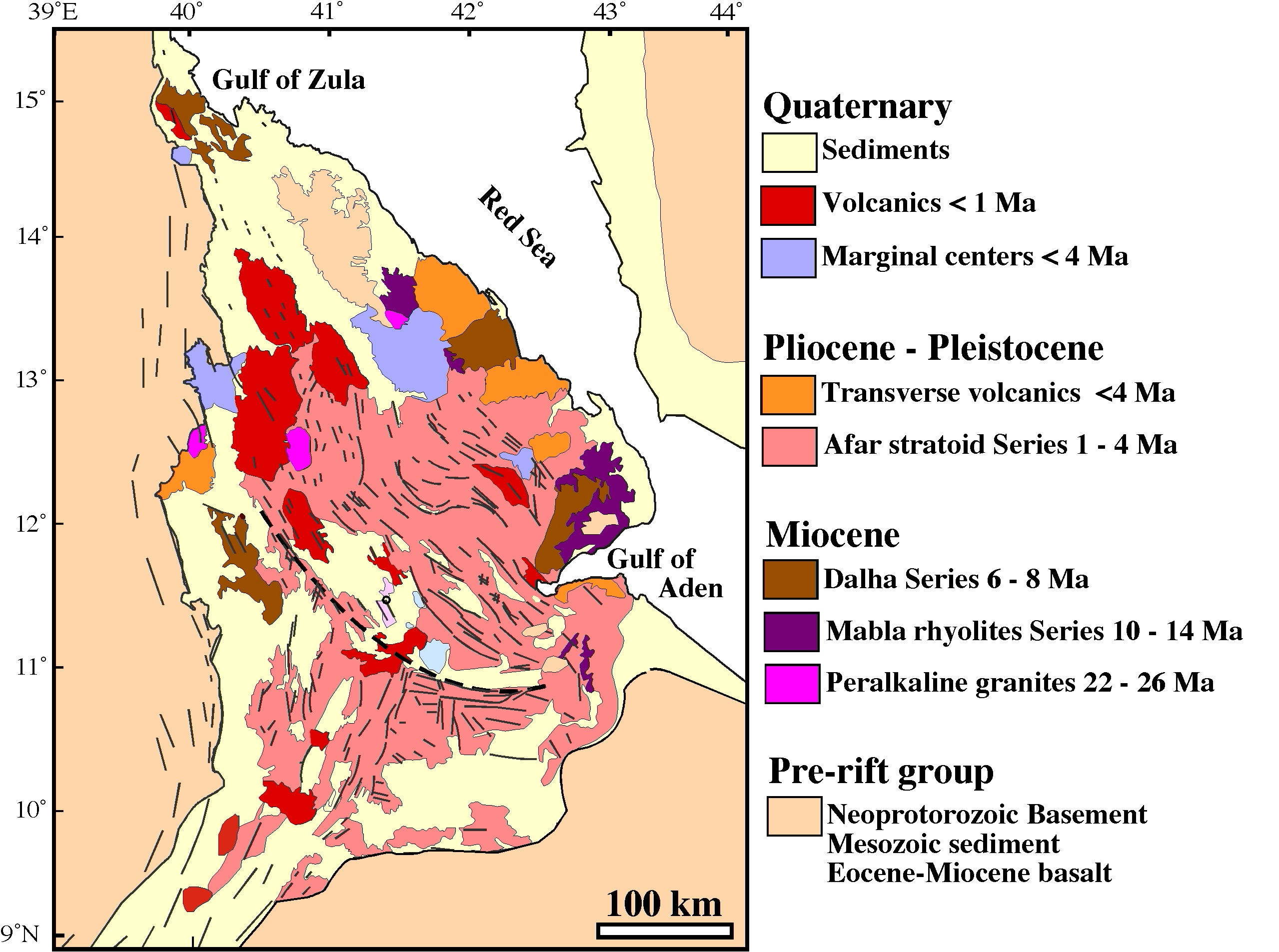
Geologie des Afar-Dreiecks.